# پوجیومارینو
پوجیومارینو (به ایتالیایی: Poggiomarino) یک کومونه و منطقه باستانی در ایتالیا است که در استان ناپل واقع شده‌است.

## خصوصیات
پوجیومارینو ۱۳٫۳ کیلومترمربع مساحت و ۳۱٬۳۵۳ نفر جمعیت دارد و ۴۷ متر بالاتر از سطح دریا واقع شده‌است.